# فردریک سوم، حکمران ساکسونی
فردریک سوم، حکمران ساکسونی (انگلیسی: Frederick III, Elector of Saxony؛ ۱۷ ژانویه ۱۴۶۳ – ۵ مهٔ ۱۵۲۵) معروف به فردریک خردمند (به انگلیسی: Frederick the Wise) فرمانروای اهل آلمان بود. او از امرای انتخابگر در ساکسونی از سال ۱۴۸۶ تا ۱۵۲۵ بود که بیشتر به خاطر حمایتش از مارتین لوتر شهرت یافت.
او همچنین نقش کلیدی در انتخاب امپراتور کارل پنجم در سال ۱۵۱۹ ایفا کرد.

## زندگی شخصی
فردریک سوم در تورگاو، ساکسونی، به دنیا آمد. او پسر آلبرت سوم، دوک ساکسونی، و سیدسیلا از بوهم بود. فردریک تحصیلات کاملی را در دانشگاه‌های لایپزیگ و ایتالیا دریافت کرد. او به زبان‌های لاتین، یونانی و عبری مسلط بود و به فلسفه، تاریخ و علوم طبیعی علاقه داشت.
او در تورگاو به دنیا آمد و در سال ۱۴۸۶ به عنوان امرای انتخابگر و جانشین پدرش شد. در سال ۱۵۰۲، دانشگاه هاله-ویتنبرگ را تأسیس کرد که در آن افراد سرشناسی همچون مارتین لوتر و فیلیپ ملانشتن جذب شدند.
فردریک از جمله شاهزادگانی بود که ماکسیمیلیان یکم، امپراتور مقدس روم را برای انجام اصلاحات تحت فشار قرار داد و در سال ۱۵۰۰، رئیس شورای تازه تأسیس سلطنت ریش رایش شد. فردریک نامزد لئون دهم برای امپراتور مقدس روم در انتخابات امپراتوری ۱۵۱۹ بود.

## حکمرانی
فردریک سوم در سال ۱۴۸۶ پس از مرگ پدرش به حکومت ساکسونی رسید. او در طول حکومت خود اصلاحات متعددی را در زمینه‌های سیاسی، اقتصادی و مذهبی انجام داد. او با مارتین لوتر، اصلاح‌گر مذهبی، رابطه نزدیکی داشت و از اصلاحات پروتستان حمایت کرد. با وجود فشار پاپ برای محکوم کردن لوتر، از این امر امتناع کرد.
فردریک همچنین حامی بزرگ رنسانس در آلمان بود. او سرانجام در سال ۱۵۲۵ درگذشت.